# Grand Veymont
Il Grand Veymont (2.341 m s.l.m.) è la montagna più alta delle Prealpi del Vercors. Si trova nel dipartimento francese dell'Isère nel comune di Gresse-en-Vercors.